# Захарова, Александра Марковна
Алекса́ндра Ма́рковна Заха́рова (род. 17 июня 1962, Москва, РСФСР, СССР) — советская и российская актриса театра, кино и телевидения. Народная артистка Российской Федерации (2001), лауреат двух Государственных премий Российской Федерации (1997, 2003) и Премии Правительства Российской Федерации (2011). 
Ведущая актриса Московского государственного театра «Ленком Марка Захарова» (1983—2025). Дочь художественного руководителя театра «Ленком» (1973—2019), народного артиста СССР Марка Захарова.

## Биография
Родилась 17 июня 1962 года в Москве.
В 1983 году окончила актёрский факультет Высшего театрального училища имени Б. В. Щукина (художественный руководитель курса — Юрий Васильевич Катин-Ярцев). Училась на одном курсе с Галиной Беляевой, Александром Михайловым, Еленой Скороходовой, Эдуардом Томаном, Антоном Яковлевым. Сразу после чего была принята в труппу Московского государственного театра имени Ленинского комсомола (ныне — Московский государственный театр Ленком Марка Захарова). В 1986 году получила роль Офелии в спектакле Глеба Панфилова «Гамлет». С тех пор на подмостках театра актрисой сыграно множество ролей классического репертуара и острохарактерных ролей, в том числе главных. Являлась ведущей актрисой театра «Ленком Марка Захарова».
Среди её ролей: графиня Альмавива («Безумный день, или Женитьба Фигаро»), Юлия Павловна Тугина («Ва-банк»), Агафья Тихоновна Купердягина («Женитьба»), Любовь Андреевна Раневская («Вишнёвый сад»), Куницына («День опричника»), Леди Перси («Фальстаф и Принц Уэльский»), Виктория («Капкан»).
В 2019 году, после ухода из жизни Марка Захарова, в качестве режиссёра завершила постановку отца — спектакль «Капкан» (вольная сценическая фантазия по мотивам сочинений Владимира Сорокина, на основе сценарных разработок Марка Захарова и документальных источников; премьера спектакля — 2 декабря 2019 года).
15 января 2025 года заявила об уходе из Ленкома.
С 1982 года снимается в кино: «Убить дракона» (1988), «Заложница» (1990), «Серые волки» (1993), «Падение» (1993), «Сыскное бюро „Феликс“» (1993), «Мастер и Маргарита» (1994) и др.
Всесоюзную популярность приобрела благодаря ролям дворовой девушки Фимки в комедийном телевизионном художественном фильме своего отца «Формула любви» (1984) и аферистки Александры Рукояткиной в детективе режиссёра Сергея Ашкенази «Криминальный талант» (1988).

## Семья
- Бабушка — Галина Сергеевна  Бардина (1909—1963) — актриса. Училась в театральной студии педагога и режиссера Юрия Завадского, но на сцене так и не играла.
- Отец — Марк Анатольевич Захаров (13 октября 1933 — 28 сентября 2019), художественный руководитель Московского театра «Ленком», режиссёр, сценарист, актёр, народный артист СССР (1991).

- Мать — Нина Тихоновна Лапшинова (10 мая 1932 — 10 сентября 2014), актриса, в 1956 году окончила ГИТИС, была актрисой Пермского областного драматического театра (1956—1959), Московского театра миниатюр «Эрмитаж» (1959—1980).

- Была замужем за Владимиром Стекловым. Брак продлился с 1991 по 2000 год.

- Детей нет.

## Творчество

### Роли в театре
- 1986 — «Диктатура совести» по пьесе Михаила Шатрова (постановка — Марк Захаров, режиссёр — Юрий Махаев)
- 1986 — «Гамлет» по одноимённой трагедии Уильяма Шекспира (режиссёр — Глеб Панфилов) — Офелия, дочь Полония
- 1989—1995 — «Поминальная молитва» по одноимённой пьесе Григория Горина (режиссёр — Марк Захаров) — Хава
- 1993—28 июня 2022 — «Безумный день, или Женитьба Фигаро» по одноимённой комедии Пьера де Бомарше (постановка — Марк Захаров и Юрий Махаев, режиссёр-сценограф — Олег Шейнцис, режиссёр — Александр Сирин; премьера спектакля — 19 января 1993 года) — графиня Альмавива
- 1994—2009 — «Чайка» по одноимённой пьесе А. П. Чехова (режиссёр — Марк Захаров) — Нина Михайловна Заречная, молодая девушка, дочь богатого помещика
- 1997—2008 — «Варвар и еретик» по роману «Игрок» Ф. М. Достоевского (режиссёр — Марк Захаров) — Полина Александровна, падчерица генерала, возлюбленная Алексея Ивановича
- 2001—2009 год в театре — «Шут Балакирев» по пьесе Григория Горина (постановка — Марк Захаров, режиссёр — Юрий Махаев; премьера спектакля — 14 мая 2001 года; спектакль идёт в настоящее время, но Александра Захарова уже в нём не занята) — Екатерина I Алексеевна, императрица Всероссийская
- 2004—14 июня 2022 — «Ва-банк» по комедийной пьесе «Последняя жертва» А. Н. Островского (постановка — Марк Захаров; премьера спектакля — 10 ноября 2004 года) — Юлия Павловна Тугина, молодая вдова
- 2007—2 июня 2022 — «Женитьба» по одноимённой комедии Н. В. Гоголя (постановка — Марк Захаров; премьера спектакля — 17 июня 2007 года в Самаре и 22 сентября 2007 года в Москве) — Агафья Тихоновна Купердягина, купеческая дочь, невеста
- 2009 (по настоящее время) — «Вишнёвый сад» по мотивам одноимённой комедии А. П. Чехова (постановка — Марк Захаров, режиссёр — Игорь Фокин; премьера спектакля — 12 июня 2009 года в Санкт-Петербурге и 23 сентября 2009 года в Москве) — Любовь Андреевна Раневская, помещица
- 2011—15 марта 2018 — «Пер Гюнт» по мотивам одноимённой драматической поэмы Генрика Ибсена (автор сценической версии — Марк Захаров, постановка — Марк Захаров и Олег Глушков, режиссёр — Игорь Фокин; премьера спектакля — 25 марта 2011 года) — Озе, мать Пер Гюнта
- 2013—12 марта 2020 — «Попрыгунья» («Небесные странники») по мотивам трагикомических рассказов «Попрыгунья», «Хористка» и «Чёрный монах» А. П. Чехова и комедии Аристофана «Птицы» (постановка — Марк Захаров и Сергей Грицай, режиссёр — Игорь Фокин; премьера спектакля — 14 апреля 2013 года) — Ольга Ивановна
- 2015—4 марта 2018 — «Вальпургиева ночь» по мотивам произведений «Вальпургиева ночь, или Шаги командора», «Москва — Петушки», «Записки психопата» Венедикта Ерофеева (постановка — Марк Захаров, художник-постановщик — Алексей Кондратьев, режиссёр — Игорь Фокин; премьера спектакля — 14 марта 2015 года) — Зиночка
- 2016—1 апреля 2021 — «День опричника» по романам «День опричника» и «Теллурия» Владимира Сорокина (постановка — Марк Захаров, художник-постановщик — Алексей Кондратьев, режиссёр — Игорь Фокин; премьера спектакля — 30 ноября 2016 года) — Куницына, вдова
- 2018—12 мая 2021 — «Фальстаф и Принц Уэльский», вольная сценическая фантазия на темы шекспировских комедий и трагедий (постановка — Марк Захаров, художник-постановщик — Алексей Кондратьев, режиссёр — Игорь Фокин; премьера спектакля — 14 апреля 2018 года) — Леди Перси, она же Кэт
- 2019—8 июня 2021 — «Капкан», вольная сценическая фантазия по мотивам сочинений Владимира Сорокина, сценарных разработок Марка Захарова и документальных источников (постановка — Марк Захаров, Александра Захарова, художник-постановщик — Мариус Яцовскис, режиссёр — Игорь Фокин; премьера спектакля — 2 декабря 2019 года) — Виктория, она же Заславская, она же «Чайка»

### Телеспектакли
- 1988 — «Диктатура совести» (постановка — Марк Захаров, режиссёр — Юрий Махаев)
- 1993 — «Поминальная молитва» (режиссёр — Марк Захаров) — Хава
- 2002 — «Шут Балакирев» (постановка — Марк Захаров, режиссёр — Юрий Махаев) — Екатерина I Алексеевна
- 2004 — «Варвар и еретик» (режиссёр — Марк Захаров) — Полина Александровна
- 2004 — «Ва-банк» (постановка — Марк Захаров) — Юлия Павловна Тугина
- 2005 — «Безумный день, или Женитьба Фигаро» (постановка — Марк Захаров и Юрий Махаев, режиссёр-сценограф — Олег Шейнцис, режиссёр — Александр Сирин) — графиня Альмавива
- 2005 — «Чайка» (режиссёр — Марк Захаров) — Нина Заречная
- 2009 — «Женитьба» (постановка — Марк Захаров) — Агафья Тихоновна Купердягина
- 2011 — «Вишнёвый сад» (постановка — Марк Захаров, режиссёр — Игорь Фокин) — Любовь Андреевна Раневская
- 2013 — «Пер Гюнт» (автор сценической версии — Марк Захаров, постановка — Марк Захаров и Олег Глушков, режиссёр — Игорь Фокин) — Озе
- 2014 — «Небесные странники» (постановка — Марк Захаров и Сергей Грицай, режиссёр — Игорь Фокин) — Ольга Ивановна
- 2017 — «Вальпургиева ночь» (постановка — Марк Захаров, художник-постановщик — Алексей Кондратьев, режиссёр — Игорь Фокин) — Зиночка

### Роли в кино
| Год  |    | Название                                    | Роль                                                                       |
| ---- | -- | ------------------------------------------- | -------------------------------------------------------------------------- |
| 1982 | ф  | Дом, который построил Свифт                 | Стелла (Эстер Джонсон) / лапутянка                                         |
| 1984 | ф  | Формула любви                               | Фимка, дворовая девка помещиков Федяшевых                                  |
| 1985 | ф  | Непохожая                                   | Ольга Сестрёнкина, мать Мишука                                             |
| 1988 | ф  | Убить дракона                               | Эльза, дочь архивариуса                                                    |
| 1988 | ф  | Криминальный талант                         | Александра Гавриловна Рукояткина, аферистка                                |
| 1989 | мф | Клетка                                      | хомячок, комарик                                                           |
| 1990 | ф  | Заложница                                   | Людмила Александровна Ветвинова                                            |
| 1991 | ф  | Графиня                                     | Жанна, невеста Никиты Шувалова                                             |
| 1992 | ф  | Невеста из Парижа                           | Орлетт Дебуа                                                               |
| 1993 | ф  | Падение                                     | Нона Соколова                                                              |
| 1993 | ф  | Серые волки                                 | Марина                                                                     |
| 1993 | ф  | Сыскное бюро «Феликс»                       | Лариса                                                                     |
| 1993 | ф  | О ней, но без неё                           | Имя персонажа не указано                                                   |
| 1994 | ф  | Приговор                                    | Вики Пол                                                                   |
| 1994 | ф  | Призрак дома моего                          | Ирина Ивлева, медсестра поликлииники                                       |
| 1994 | ф  | Мастер и Маргарита                          | Гелла, вампирша из свиты Воланда                                           |
| 1999 | ф  | Тонкая штучка                               | Юлия Михайловна Круглова, учитель английского языка, жена Валерия Гаранина |
| 2001 | с  | Сыщики (серия «Дом, где исчезают мужья»)    | Дина                                                                       |
| 2003 | с  | Другая жизнь                                | Инга, жена успешного адвоката Ряжского, подруга Алёны                      |
| 2004 | ф  | Дурная привычка                             | Настя                                                                      |
| 2004 | с  | Неравный брак                               | Имя персонажа не указано                                                   |
| 2005 | с  | Счастье ты моё                              | Натали Фризендорф, дочь князя Печерского                                   |
| 2009 | с  | Неодинокие                                  | Алла Остужева                                                              |
| 2009 | ф  | Следы на песке                              | Зинаида Васильевна, главврач клиники                                       |
| 2010 | ф  | Полиция Хоккайдо. Русский отдел             | Имя персонажа не указано                                                   |
| 2014 | с  | Ералаш (выпуск № 286, сюжет «Неисправимый») | Анна Петровна                                                              |

## Признание

### Государственные награды
- 1995 — Заслуженный артист Российской Федерации (4 августа 1995 года) — за заслуги в области искусства[5].
- 1997 — лауреат Государственной премии Российской Федерации в области театрального искусства за 1996 год (29 мая 1997 года) — за исполнение главных ролей в спектаклях «Чайка» по пьесе А. Чехова, «Королевские игры» по мотивам пьесы М. Андерсона «1000 дней Анны Болейн» Московского государственного театра «Ленком»[6].
- 2001 — Народный артист Российской Федерации (15 января 2001 года) — за большие заслуги в области искусства[7].
- 2003 — лауреат Государственной премии Российской Федерации в области театрального искусства за 2002 год (5 июня 2003 года) — за спектакль Московского театра «Ленком» «Шут Балакирев»[8].
- 2007 — Орден Почёта (11 августа 2007 года) — за большой вклад в развитие театрального искусства и многолетнюю плодотворную деятельность[9].
- 2011 — лауреат Премии Правительства Российской Федерации в области культуры за 2011 год — за спектакль «Пер Гюнт» на сцене Московского государственного театра «Ленком»[10].
- 2012 — Орден «За заслуги перед Отечеством» IV степени (6 ноября 2012 года) — за большой вклад в развитие отечественного театрального искусства и многолетнюю творческую деятельность[11].
- 2019 — Орден Александра Невского (29 апреля 2019 года) — за большой вклад в развитие отечественной культуры и искусства, многолетнюю плодотворную деятельность[12].

### Общественные награды
- 1993 — лауреат премии им. Станиславского — за роль в спектакле «Безумный день, или Женитьба Фигаро» по одноимённой комедии Пьера де Бомарше (постановка — Марк Захаров и Юрий Махаев, режиссёр-сценограф — Олег Шейнцис, режиссёр — Александр Сирин на сцене Московского государственного театра «Ленком»[источник?].
- 2001 — лауреат российской театральной премии «Хрустальная Турандот» в номинации «Лучшая женская роль» — за роль Екатерины I Алексеевны в спектакле «Шут Балакирев» по пьесе Григория Горина режиссёра Марка Захарова на сцене Московского государственного театра «Ленком»[источник?].
- 2008 — лауреат российской театральной премии «Хрустальная Турандот» в номинации «Лучшая женская роль» — за роль Агафьи Тихоновны в спектакле «Женитьба» по пьесе Н. В. Гоголя режиссёра Марка Захарова на сцене Московского государственного театра «Ленком»[13].
- 2008 — лауреат премии Международного театрального фонда имени Евгения Леонова — за роль Агафьи Тихоновны в спектакле «Женитьба» по пьесе Н. В. Гоголя режиссёра Марка Захарова на сцене Московского государственного театра «Ленком»[14].
- 2010 — лауреат премии Международного театрального фонда имени Евгения Леонова — за роль Любови Андреевны Раневской в спектакле «Вишнёвый сад» по пьесе А. П. Чехова режиссёра Марка Захарова на сцене Московского государственного театра «Ленком»[15].
- 2011 — лауреат премии Международного театрального фонда имени Евгения Леонова — за роль Озе в спектакле «Пер Гюнт»[16].
- 2012 — лауреат XVI ежегодного театрального фестиваля «Норвежская пьеса и норвежцы на московской сцене» — за роль Озе в спектакле «Пер Гюнт»[17].
- 2014 — лауреат Премии Олега Янковского «Творческое открытие 2013/2014»[18].
- 2015 — лауреат премии Международного театрального фонда имени Евгения Леонова — за роль Зиночки в спектакле «Вальпургиева ночь»[19].
- 2017 — лауреат премии Международного театрального фонда имени Евгения Леонова — за лучшую женскую роль в сезоне 2016/2017 на сцене Московского государственного театра «Ленком»[20].
- 2018 — лауреат премии газеты «Московский комсомолец» — за лучшую женскую роль (номинация «полумэтры») — Леди Перси / Кэт, спектакль «Фальстаф и Принц Уэльский»[21].